# Al-Mutawakkil III
Pour les articles homonymes, voir al-Mutawakkil.
Al-Mutawakkil III ou Muḥammad al-Mutawakkil `alā Allah est le dernier calife abbasside. Son père Al-Mustamsik lui remet le pouvoir en 1509.

## Biographie
Le 24 août 1516, le sultan mamelouk Al-Achraf Qânsûh Al-Ghûrî perd la bataille de Marj Dabiq aux environs d’Alep (Syrie) contre le sultan ottoman Sélim Ier. Le calife abbasside al-Mutawakkil III y est fait prisonnier et Al-Achraf Qânsûh Al-Ghûrî décède peu après la bataille. Son père Al-Mustamsik reprend ses fonctions de calife au Caire auprès du nouveau sultan mamelouk Al-Achraf Tuman Bay.
Après avoir conquis la Syrie, Sélim Ier s'empare de l'Égypte. Al-Achraf Tuman Bay, dernier sultan mamelouk, est exécuté le 13 avril 1517 par Sélim Ier.
Selim s'empare des insignes du pouvoir califal détenus au Caire, cependant la transmission du titre de calife au sultan ottoman est une fiction créée au plus tôt à la fin du XVIIIe siècle,.
Al-Mutawakkil est mort en 1543 à Constantinople.